# Peter Quillin
Peter Quillin (* 22. Juni 1983 in Chicago, Illinois) ist ein US-amerikanischer Profiboxer und ehemaliger Weltmeister der WBO im Mittelgewicht. Er ist nach Stanley Ketchel, Tony Tucker, Roger Mayweather und Floyd Mayweather Jr. der bereits fünfte Boxweltmeister aus Grand Rapids, Michigan. Quillin steht bei Golden Boy Promotions von Óscar de la Hoya unter Vertrag und wird von Trainerlegende Freddie Roach betreut.

## Werdegang
Peter Quillin ist der Sohn eines Kubaners und einer Afroamerikanerin. Er ist zwar in Chicago geboren, jedoch anschließend in Grand Rapids aufgewachsen. Im Alter von 15 Jahren begann er mit dem Boxsport und bestritt lediglich 15 Amateurkämpfe, ehe er 2005 unter Promoter Cedric Kushner ins Profilager wechselte und anfangs von Colin Morgan trainiert wurde. Sein Kampfname Kid Chocolate ist in Anlehnung an den legendären kubanischen Boxer Eligio Montalvo gewählt. Er lebt und trainiert in New York City.
Nach 23 gewonnenen Kämpfen, darunter gegen Alexander Quiroz (13-4), Troy Lowry (27-7), Thomas Brown (11-3), Antwun Echols (31-7), Dionisio Miranda (18-2) und Fernando Zúñiga (28-9), wurde er am 29. April 2011 mit einem TKO-Sieg in Runde 3 gegen Jesse Brinkley (35-6) US-amerikanischer Meister im Supermittelgewicht.
Am 23. Juli 2011 besiegte er in Las Vegas Jason LeHoullier (21-5) durch TKO in Runde 5 und am 5. November Craig McEwan (19-1) in Mexiko durch TKO in Runde 6. Am 2. Juni 2012 traf er in Kalifornien auf den mehrfachen Weltmeister Ronald Wright (51-5) und besiegte diesen einstimmig nach Punkten, zudem hatte er Wright in der fünften Runde auch am Boden.
Durch seine bisherigen Erfolge erhielt er am 20. Oktober 2012 in Brooklyn die Chance auf den WM-Gürtel der WBO im Mittelgewicht gegen den ungeschlagenen amtierenden Champion Hassan N’Dam N’Jikam (27-0) aus Frankreich. Diesen hatte er gleich sechsmal am Boden und gewann deutlich nach Punkten. Seine erste Titelverteidigung bestritt er am 27. April 2013 in Brooklyn gegen Fernando Guerrero (25-1) und gewann einstimmig nach Punkten. Zudem hatte er seinen Kontrahenten gleich viermal am Boden.
Am 26. Oktober 2013 gewann er vorzeitig gegen Gabriel Rosado (21-6). Am 19. April 2014 gelang ihm auch ein einstimmiger Punktesieg gegen Lukáš Konečný (50-4).
Im September 2014 legte er seinen WBO-Titel freiwillig nieder.
Im April 2015 boxte er Unentschieden gegen Andy Lee (34-2). Fünf Monate später besiegte er Michael Zerafa (17-1) durch K. o. in der fünften Runde. Beim Kampf um die WBA-WM im Mittelgewicht am 5. Dezember 2015 unterlag er durch TKO in der ersten Runde gegen Daniel Jacobs (30-1).
Im August 2018 besiegte er J’Leon Love (24-1) einstimmig. Sein nächster Kampf gegen Caleb Truax (30-4) endete im August 2018 verletzungsbedingt wertungslos. Im September 2019 verlor er nach Punkten gegen Alfredo Angulo (25-7).